# 绵阳桥梁列表
中國四川省綿陽市城区桥梁列表：
本条编制分类：
- 江河沟渠桥
- 交通立交桥

桥梁：
- 塘汛大桥：
- 三江闸坝：
- 一号桥：
- 涪江三桥：跨涪江，在东方红大桥下游约500米。连接涪城区与游仙区内[[韩家脊][沈家坝][开元场]]片区，可通沉抗镇、梓潼县、盐亭县方向。桥的下游

约1000米，即是涪江、安昌河、芙蓉溪汇合处。
- 东方红大桥：跨涪江，连接涪城区与游仙区的主要区域。城中心通向沉抗镇（沉抗水库，又名仙海湖）、梓潼县方向。
- 桥
- 汉龙大桥：跨涪江，在东方红大桥上游约3000米，连接涪城区高水片区和小岛片区，由汉龙集团（传说中的刘汉创建）出资修建。
- 铁路桥：跨涪江，汉龙大桥上游约800米，一般指宝成铁路老线路桥，铁路复线建成后同时建成第二座铁路桥。
- 红岩电站闸坝

- 南山大桥：跨安昌河，旧名索桥、吊桥。连接南河片区与南山，是南山中学就读学生的主要通道。沿河往下游约1000米，即是涪江、安昌河、芙蓉溪汇合处。
- 南河大桥：跨安昌河，连接南河体育中心片区与南山126厂片区，桥南向东转通向塘汛镇、三台县方向，桥南向西转进入御营坝片区。沿河往下游825M处为南山大桥。
- 饮马大桥：跨安昌河，连接南河与御营坝片区，桥南转东通向塘汛镇、三台县方向。又名双马桥（原双马水泥厂提供建桥帮助），旧名小浮桥。旧时小浮桥城区侧桥头南侧，有约3米以上高的旧城墙，厚度1米以上。沿河往下游1.1KM处为南河大桥。
- 安昌河人行景观桥：2013年建成，东端位于百盛百货后门、碳码头污水提升站，西端位于御营坝。市财政出资，建设责任人张劲松。
- 安昌河大桥：跨安昌河，本桥属于长虹大道中段和南段的分界，连接涪城区内科委立交桥片区与御营坝片区。城中心直行通向南山、塘汛镇、三台县方向。沿河往下游905M、1320M处分别是安昌河人行景观桥和饮马桥。
- 安昌河桥：跨安昌河，位于安昌河大桥和御营大桥中间，是一个闸坝站桥，禁止机动车通行。
- 御营大桥：跨安昌河，位于安昌大桥上游775米处，北接三汇路立交桥，属一环路南段的一部分。沿河往下游370M处，即安昌河大桥之间为安昌河桥。
- 橡胶坝桥：跨安昌河，沿河往下游350M处为御营大桥。
- 飞来石大桥：跨安昌河，又称飞云大桥。南桥头在飞云大道，北桥头位于火车客站。飞云大道为东西走向，属主城区到成绵高速磨家收费站的快速通道，桥头段南侧为山丘，2014年开始施工隧道，以贯通规划中火车客站经飞云大桥到飞机场的通道。沿河往下游930M处为橡胶坝桥。
- 樊华大桥：跨安昌河，沿河往下游1.3KM处为飞云大桥。
- 石桥铺大桥：跨安昌河，沿河往下游2.6KM处为樊华大桥。
- 普明大桥：跨安昌河，沿河往下游3KM处为石桥铺大桥。
- 菩提寺大桥：跨安昌河，位于永兴镇兴业路、镇政府正北600米处，沿河往下游1.5KM处为二环路西段的普明桥，再沿河往下游300M处为G108国道所经过的普明大桥。沿河往上游1.6KM处为绵广高速跨河桥。

- 双碑（铁路）立交桥：
- 汉龙立交桥：
- 天津立交桥：
- 科委立交桥：
- 富临立交桥：
- 三里桥（铁路立交桥）：